# Băgaciu
Băgaciu là một xã thuộc hạt Mureș, România. Dân số thời điểm năm 2002 là 2589 người.